# 東海大学付属熊本星翔高等学校
東海大学付属熊本星翔高等学校（とうかいだいがくふぞく くまもとせいしょうこうとうがっこう）は、熊本県熊本市東区渡鹿9丁目にある私立高等学校。略称は「東海大星翔（とうかいだいせいしょう）」。

## 概要
全国に14校ある東海大学の付属高校の1つ。「東海大学付属第二高等学校」（略称「東海大二（とうかいだいに）」）という名称であったが、2012年4月1日に東海大学付属熊本星翔高等学校に校名変更。東海大学熊本キャンパスが隣接している。大学と同様、2学期制を採用している。

### 教育の指針
- 若き日に汝の思想を培え
- 若き日に汝の体躯を養え
- 若き日に汝の智能を磨け
- 若き日に汝の希望を星につなげ

### 教育方針
スローガン「真ん中に生徒-あなたの生きる力を支えます-」
- 「真ん中に生徒」を実現します。
- 生徒一人ひとりの夢や希望を叶える教育を行う。
- あいさつ日本一の学校をめざします。
- 基礎学力の定着に力を注ぎます。
- 部活動を更に活性化させます。
- 進路指導を充実させます。
- 生徒一人ひとりを大事にした生徒指導を行います。
- 充実した保護者会を行います。
- 魅力的で、自慢できる学校にします。
- 東海大学熊本キャンパスとの連携を推進します。

### 設置学科・クラス
- 普通科
  - 総合進学クラス
  - 特進クラス

### 関連施設
- 第一望星寮
- 野球場・アーチェリー場
- 松前記念サッカー場
- 松前記念体育館

### 交通
- 東海学園前駅すぐ
- 熊本桜町バスターミナル（16番のりば）から九州産交バス「光の森産交」行きまたは子11系統「東熊本第二病院」行きに乗車「東海学園前」降車すぐ

## 特色

### 付属推薦入学制度
入学できる大学・短大は以下の通り。付属推薦による進学率は毎年約60%以上である。
- 東海大学
- 東海大学短期大学部
- 東海大学医療技術短期大学
- 東海大学福岡短期大学
- ハワイ東海インターナショナルカレッジ

### 学園オリンピック
東海大学の付属高校・中等部から、各分野において選抜された生徒が競い合い、学校間の交流を深める一大イベント。通称「学オリ」。国語・数学・英語・理科・芸術（造形・音楽）・スポーツ・知的財産・ディベートの9部門からなり、東海大学関連の各施設にて実施される。

### 海外研修-国際的視野の育成-
学園主催の特色ある海外研修がある。毎年冬に、希望者を募って「付属高校生のためのヨーロッパ研修旅行」を実施し、ヨーロッパ文化を体感し幅広い人間形成を図っている。また、高校3年生の1月-2月の50日間、ハワイ東海インターナショナルカレッジに留学して、実践的な英会話力の養成、国際的な視野の体得を目指す「ハワイ中期留学（SHIP:Senior High School Intercultural Program)」がある。

## 沿革（主に学科・コースの変遷）
- 1961年4月10日 - 「東海大学第二高等学校」、普通科・電気科・機械科を開校
- 1985年 - 電子情報科を新設
- 1987年 - 普通科に体育コース、機械科を電子機械コース・生産機械コースに改編
- 1990年 - 学科を普通科・電子情報科に統合（電気科・機械科募集停止）
- 1992年 - 普通科体育コース募集停止
- 1999年 - 電子情報科募集停止、普通科を4コース制に改編（特別進学コース・コミュニケーションコース・サイエンスコース・一般進学コース）
- 2003年12月 - 新校舎竣工式
- 2004年4月 - 東海大学第二高等学校から東海大学付属第二高等学校へ校名変更
- 2010年 - 普通科コミュニケーションコース募集停止
- 2012年 - 普通科コース制廃止（特進クラス・サイエンスクラス・総合進学クラス）
- 2012年 - 東海大学付属第二高等学校から東海大学付属熊本星翔高等学校へ校名変更。松前記念サッカー場（人工芝）竣工式

## 部活動
- 陸上部
- 野球部
- バレーボール部
- バスケットボール部
- 卓球部
- 体操競技部
- 新体操部
- 柔道部
- 硬式テニス部
- 剣道部
- 空手部
- ラグビー部
- ボクシング部
- ハンドボール部
- バドミントン部
- ソフトボール部
- サッカー部
- ゴルフ部
- アーチェリー部
- チアリーディング愛好会
- ソフトテニス愛好会
- 放送部
- 美術部
- 茶道部
- 吹奏楽部
- 書道部
- 写真部
- 華道部
- 囲碁・将棋部
- パソコン部
- サイエンス部
- ECC部
- ディベート同好会
- 文芸愛好会

- 1983年 - 第65回全国高等学校野球選手権大会に初出場。
- 1999年 - 第20回全国高等学校ゴルフ選手権大会にて優勝。
- 2000年 - 第21回全国高等学校ゴルフ選手権大会にて優勝。
- 2001年 - 第22回全国高等学校ゴルフ選手権大会にて優勝。
- 2002年 - 第23回全国高等学校ゴルフ選手権大会にて優勝。
- 2018年 - 第100回全国高等学校野球選手権記念大会に35年ぶりに出場。
- 2023年 - 第105回全国高等学校野球選手権大会に出場。
- 2025年 - 第107回全国高等学校野球選手権大会に出場。

## 著名な出身者

### 野球
- 中野英明
- 藤枝慎治
- 松岡健一
- 猪口雄大
- 百﨑蒼生

### サッカー
- 米原秀亮
- 衛藤幹弥
- 田尻康晴
- 道脇豊
- 中嶋淑乃
- 神代慶人

### バスケットボール
- 大舘真央

### 柔道
- 板楠忠士
- 中野陽一
- 穴井亮平

### 格闘技
- クレイジー・キム（ボクシング）
- 小村つばさ（ボクシング）
- 潮﨑豪（プロレス）

### ゴルフ
- 上田桃子
- 古閑美保
- 青山加織
- 紫垣綾花
- 豊永志帆
- 笠りつ子

### 芸能
- 大迫茂生
- 植野堀誠
- 油木田一清
- 祥子

### その他
- 尾田栄一郎（漫画家）
- 金田英樹（政治家）